# Борислав (Болгарія)
Борисла́в (болг. Борислав) — село в Плевенській області Болгарії. Входить до складу общини Пордим.

## Населення
За даними перепису населення 2011 року у селі проживали 183 особи.
Національний склад населення села:
| Національність   | Кількість осіб | Відсоток |
| ---------------- | -------------- | -------- |
| болгари          | 140            | 79,5%    |
| турки            | 35             | 19,9%    |
| Всього відповіли | 176            |          |

Розподіл населення за віком у 2011 році:
Динаміка населення: